# La caverna de las ideas
La caverna de las ideas, es una de las obras más relevantes del escritor español, nacido en La Habana (1959), José Carlos Somoza. Fue publicada por primera vez en el año 2000. El título hace referencia al mito de la caverna y la teoría de las Ideas, pilares de la filosofía Platónica.

## Trama
La novela combina dos historias aparentemente distintas: la primera es una novela griega antigua publicada en Atenas justo después de la guerra del Peloponeso y la segunda está contenida en las notas al pie de un traductor moderno. En la novela antigua (denominada La caverna de las ideas) se descubre el cadáver de un efebo llamado Trámaco a los pies del Licabeto, supuestamente muerto por los lobos. Su tutor de la Academia, Diágoras, contrata a un «Descifrador de Enigmas» (un detective llamado Heracles Póntor) para descubrir el porqué de la muerte de Trámaco. Mientras Diágoras y Heracles investigan, más jóvenes de la Academia van siendo asesinados. Su investigación les lleva a través de toda Atenas, desde los cultos mistéricos hasta un simposio de Platón.

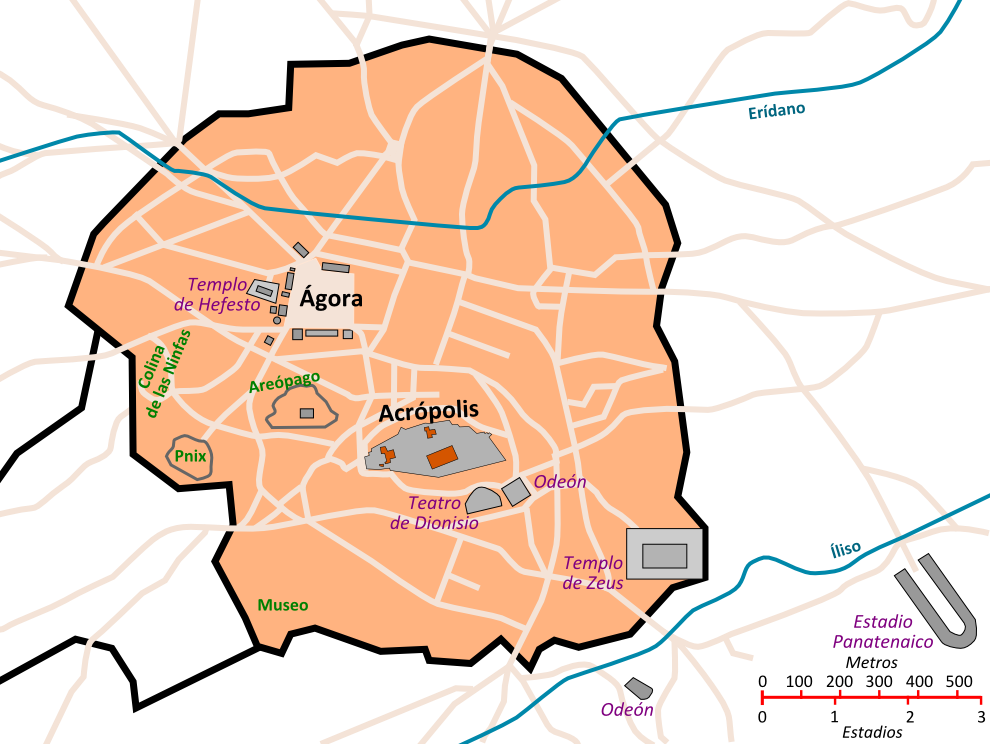
Antigua Atenas, ciudad en la que se desarrolla la historia.

Entre tanto, el traductor (cuyo nombre nunca es mencionado) comenta la obra con frecuencia, principalmente los aspectos que, según él, son ejemplos de una antigua figura literaria (ficticia) llamada eidesis. La «eidesis» es supuestamente la práctica de repetir palabras o frases que evoquen una imagen particular, distinta de la historia narrada, en la mente del lector, una especie de esteganografía literaria. El traductor no tarda en descubrir que el secreto «eidético» son los doce trabajos de Hércules, uno por cada uno de los doce capítulos de la novela. El traductor comienza a obsesionarse con este aspecto de la novela, hasta el punto de verse a sí mismo descrito en la obra.
A mitad de la novela el traductor es raptado y forzado a continuar la traducción en una celda. Su secuestrador acaba siendo Montalo, cuya edición de La caverna de las ideas es la única copia que se conserva de la obra. Este también se ha obsesionado con la novela, esperando encontrar una prueba de la teoría platónica de las Ideas. Según él, si un texto eidético como La caverna consigue provocar las mismas ideas en cada lector constituiría una prueba de que las ideas tienen una realidad independiente. Sin embargo, Montalo terminó la traducción para meramente descubrir que el libro probaba lo contrario: que su realidad (y la del traductor) no existen. Cuando el traductor termina su trabajo descubre lo mismo: que ellos no son más que personajes de La caverna de las ideas, una obra escrita por Filotexto de Quersoneso, un compañero de Platón, en un intento de incorporar la teoría platónica del conocimiento y a la misma vez criticar el estilo de vida filosófico.

### Unicidad de la historia
La obra comienza presentando dos historias en principio separadas en el espacio y el tiempo, pero que se entrelazan de manera cada vez más evidente según avanza la obra, hasta que la última nota del traductor y el epílogo dan las claves finales y revelan que la historia es, en realidad, sólo una. Esto viene en cierta manera adelantado al incluirse, al comienzo del relato, un fragmento de la Carta VII de Platón. Hacia la mitad del relato, el simposio en el que participan entre otros Platón, Crántor y Filotexto, tiene la función principal de revelar el planteamiento teórico de la génesis de la obra, aunque de manera ambigua y encubierta. Finalmente, el epílogo revela directamente y sin necesidad de interpretación mediadora el sentido de los dos elementos anteriores y del texto en su conjunto.

## Personajes

### En la novela antigua
- Heracles Póntor– «Descifrador de Enigmas» cuyo nombre y rasgos físicos guardan similitud con el detective Hércules Poirot.
- Trámaco – Joven estudiante de la Academia cuyo cuerpo mutilado es hallado en el Licabeto.
- Etis – Madre de Trámaco, con la que Heracles Póntor tuvo un pequeño romance en su juventud.
- Diágoras de Medonte – Profesor de Filosofía de la Academia, que contrata a Heracles Póntor para resolver el caso.
- Yasintra – Hetaira de El Pireo.
- Pónsica – Esclava de Heracles Póntor que, desfigurada en su juventud, porta siempre una máscara.
- Eunío y Antiso – Compañeros de clase de Trámaco en la Academia.
- Crántor de Póntor – Filósofo errante que rechaza la racionalidad de Platón.
- Menecmo – Escultor, escritor de teatro y actor.
- Platón – El filósofo más reputado de la Academia.

### En las notas al pie
- El traductor – Personaje sin nombre al que sólo se conoce a través de sus notas al pie en la traducción de La caverna de las ideas.[2]
- Helena – Compañera del traductor que identifica correctamente el primer mensaje eidético.
- Montalo – El erudito que compiló y anotó por primera vez los papiros de La caverna de las ideas.